# Милосав Јовановић (војник)
Милосав (Мила) Јовановић (Прекопуце, 1881 — 1916) био је српски војник. Носилац је Карађорђеве звезде са мачевима.

## Биографија
Рођен је 1881. године у селу Прекопуцу, срез прокупачки, од оца Мила и мајке Станице. Милосав се борио у оба балканска рата, истакао се на Церу и Колубари када је чинио права чуда од јунаштва. Преживео је повлачење преко Албаније и борио се на Солунском фронту. Јуначки је погинуо у току борбе за Битољ, када је у огорченој борби за коту 1212, која је касније прозвана гробница Гвозденог пука, први повео своју чету у одлучујући јуриш. Када је погинуо новембра 1916. године имао је 35 година. Као познати и велики јунак одликован је Златним војничким оредном Карађорђеве звезде са мачевима.
После његове погибије супруга Стана се преудала. Деце није имао, па нема ни потомака.